# EULA

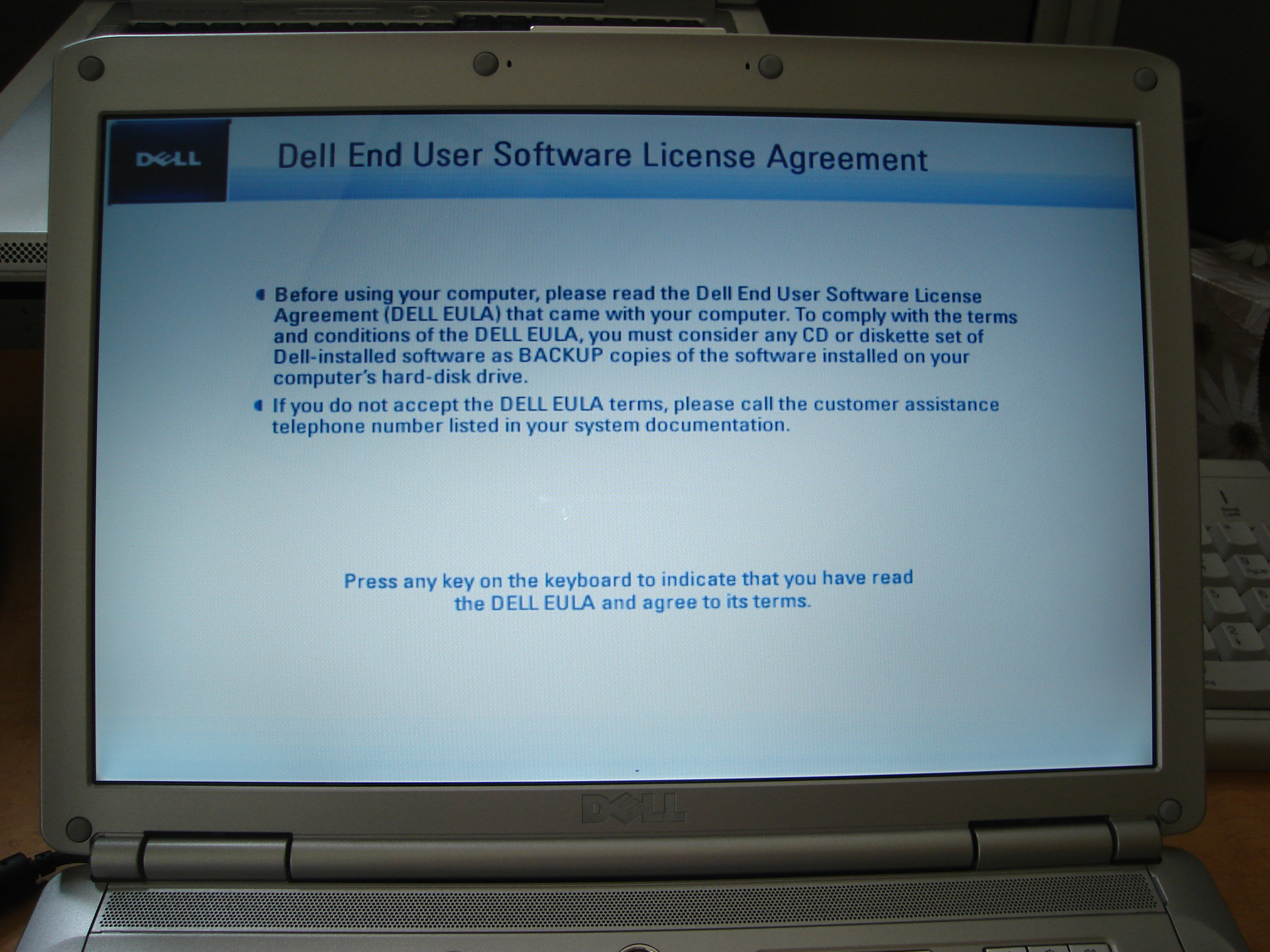
Dell EULA

EULA (End-User License Agreement) sau acord de licență pentru utilizatorul final este un contract legal între un furnizor și un client sau utilizator final.
Majoritatea companiilor preferă să vândă licențe decât copii de software, deoarece le permite să impună termeni mai stricți utilizatorilor finali în mai multe domenii, în special prin interzicerea transferului de proprietate sau utilizării pe mai multe computere, și prin afirmarea dreptului de autor asupra lucrărilor derivate, cum ar fi conținutul generat de utilizatori în jocurile video.
Au existat numeroase încercări de a face haz de EULA-urile care nu sunt citite, de exemplu, prin includerea unei dispoziții prin care se vinde sufletul utilizatorului companiei.

## Drepturile de autor pentru software
Codul sursă ale unui program informatic sunt protejate de legislația dreptului de autor, care conferă proprietarului dreptul exclusiv de a copia codul. Ideile sau algoritmii subiacenți nu sunt protejați de legea dreptului de autor, dar sunt adesea tratați ca un secret comercial și ascunși prin metode precum acorduri de confidențialitate. Dreptul de autor asupra software-ului a fost recunoscut începând cu mijlocul anilor 1970 și este deținut de compania care produce software-ul, nu de angajații sau contractorii care l-au scris.
Tendința de a licenția software-ul proprietar datează din perioada de dinainte ca protecția dreptului de autor asupra software-ului să fie clară. Aceste licențe au continuat să fie utilizate după ce dreptul de autor asupra software-ului a fost recunoscut în instanțele de judecată și sunt considerate a oferi companiei o protecție suplimentară comparativ cu legislația dreptului de autor. Practic tot software-ul proprietar nu se vinde ca o copie, ci ca o licență cu un EULA asociat.

## Livrare
Inițial, licența stipula adesea că un client era de acord dacă nu returna produsul într-un interval specificat. După apariția internetului, fără constrângerile de a tipări licența, lungimea acordurilor a crescut considerabil. EULA-urile sunt adesea scrise într-un limbaj vag și nu informează clientul despre limitările aplicabilității acordului.
Majoritatea EULA-urilor au fost concepute astfel încât să fie foarte greu de citit și înțeles, dar ușor de acceptat termenii licenței fără a le citi. Indiferent de cât de ușor este accesul, foarte puțini consumatori citesc orice parte din acordul de licență. Majoritatea presupun că termenii nu sunt contestabili sau abia observă că sunt de acord în timp ce instalează software-ul. Companiile profită de neatenția consumatorilor pentru a insera prevederi în EULA-uri.
Multe susțin că cumpărătorul este adult și își asumă responsabilitatea pentru utilizarea produsului de către minori, pentru a scuti vânzătorul de problema încheierii unui contract cu un minor și de răspunderea privind utilizarea produsului de către minori.
EULA-urile sunt, aproape întotdeauna, oferite pe baza unui principiu „ia-l sau lasă-l” ca o condiție negociabilă pentru utilizarea software-ului, fiind departe de a fi contractul prototipic în care ambele părți înțeleg pe deplin termenii și sunt de acord de bunăvoie. Întreprinderile care cumpără software pentru un număr mare de angajați negociază adesea acordul de licență cu furnizorul.

### Click-wrap
Click-wrap (sau click-through agreement) este o formă de acord în care utilizatorul este obligat să își exprime acordul explicit, de obicei prin apăsarea unui buton cu textul „Accept” sau „Sunt de acord”, înainte de a putea instala sau utiliza un program sau serviciu online. Acest tip de acord este considerat, în general, valid din punct de vedere juridic în multe jurisdicții, întrucât presupune un consimțământ clar și activ al utilizatorului.

### Browse-wrap
Browse-wrap este o formă mai pasivă de acord, în care termenii sunt publicați pe un site web, iar utilizarea în continuare a site-ului este interpretată drept consimțământ tacit la respectivii termeni. Valabilitatea juridică a acestor acorduri depinde de gradul de vizibilitate a termenilor și de posibilitatea utilizatorului de a-i consulta înainte de a accesa conținutul sau serviciile.

### Web-wrap
Web-wrap este un termen mai larg care descrie acordurile EULA sau de utilizare care sunt prezentate și acceptate prin intermediul internetului, de regulă printr-o interfață web. Acest concept le include atât pe cele de tip click-wrap, cât și pe cele de tip browse-wrap. Termenul este utilizat mai ales în literatură juridică pentru a sublinia caracterul digital și online al încheierii acordului.

## Dispoziții comune

### Revânzarea
Potrivit legislației federale a Statelor Unite, o companie poate restricționa părțile către care vinde, dar nu poate preveni un cumpărător să revândă produsul. Acordurile de licență software interzic, de obicei, revânzarea, permițând companiei să maximizeze veniturile. Software-ul proprietar este de obicei oferit sub o licență restrictivă care interzice copierea și reutilizarea și limitează adesea cumpărătorul la utilizarea software-ului pe un singur computer. Codul sursă este rar disponibil. Lucrările derivate de software și ingineria inversă sunt de obicei interzise explicit.

### Colectarea de date
Multe EULA-uri permit furnizorului să colecteze informații despre utilizator și să le utilizeze în moduri nelimitate.

### Lucrări derivate
Unele EULA-uri restricționează capacitatea utilizatorilor de a exercita dreptul de autor asupra lucrărilor derivate realizate folosind software-ul, cum ar fi creațiile creative din lumi virtuale din jocurile video. Deși majoritatea EULA-urilor din jocurile video afirmă că dezvoltatorul deține dreptul de autor asupra oricărui conținut generat de utilizatori, acest lucru este contestat de utilizatori și nu a fost testat în sistemul judiciar. Unele companii permit distribuirea filmărilor din jocurile lor online, chiar și în scopuri comerciale.

### Termenul licenței
Tradițional, software-ul era distribuit sub forma de cod obiect binar, care nu putea fi înțeles sau modificat de utilizator, dar care putea fi descărcat și rulat. Utilizatorul cumpăra o licență pe termen nelimitat pentru a utiliza o anumită versiune a software-ului.
Furnizorii de software ca serviciu (SaaS) rareori oferă licențe pe termen nelimitat. Licențele SaaS sunt de obicei temporare și sunt taxate pe bază de utilizare sau pe bază de abonament, deși sunt folosite și alte modele de venit, cum ar fi freemium. Chiar și atunci când utilizatorul cumpără o licență pe termen nelimitat, este comun ca EULA-urile să permită rezilierea unilaterală a licenței de către furnizor pentru orice motiv vag sau chiar fără motiv. Mai mult, multe EULA-uri permit furnizorului să schimbe termenii în orice moment, iar clientul trebuie să aleagă între a accepta noii termeni sau a înceta utilizarea produsului, fără a primi o rambursare.

### Răspunderea pentru produs
Majoritatea EULA-urilor renunță la orice răspundere pentru daunele cauzate de produs și împiedică cumpărătorul să acceseze sistemul judiciar pentru a solicita o remediere.

## Aplicabilitate
Multe EULA-uri conțin prevederi ilegale și, prin urmare, neaplicabile. Furnizorii de software păstrează aceste prevederi neaplicabile în acorduri, probabil pentru că utilizatorii recurg rar la sistemul legal pentru a le contesta.

### Uniunea Europeană
În cadrul noii Directiva privind conținutul digital, în vigoare din 2022 în Uniunea Europeană, EULA-urile sunt aplicabile doar în măsura în care nu încalcă așteptările rezonabile ale consumatorilor.
În Germania, EULA-urile sunt valabile doar dacă au fost prezentate clientului înainte de achiziționare.

### Statele Unite
În Statele Unite, înainte de cazul ProCD, Inc. v. Zeidenberg din 1996, licențele shrinkwrap nu erau considerate obligatorii, dar de atunci au fost adesea aplicate. În acest caz, instanța a decis că un contract shrink-wrap poate fi valid dacă utilizatorul are oportunitatea de a citi termenii după deschiderea ambalajului și poate returna produsul în cazul în care nu este de acord cu aceștia. Astfel, instanța a stabilit că acceptarea tacită prin utilizarea software-ului poate constitui un acord contractual valabil.